# حنیف شاه حسینی
حنیف شاه حسینی (زاده: ۱۳۲۸ ولسوالی تنی، ولایت خوست) سیاستمدار افغانستانی و نماینده مردم خوست در دوره پانزدهم مجلس نمایندگان افغانستان است.

## زندگی‌نامه
حنیف شاه حسینی متولد ۱۳۲۸ از روستای پیران لغوری ولسوالی تنی ولایت خوست در افغانستان است. وی دارای تحصیلات دینی است.

## دیگر فعالیت‌ها
- رئیس حج و اوقاف ولایت خوست.[۱]